# Уесли Снейдер
Уѐсли Сна̀йдер (произношение собственото име на английски, фамилията на нидерландски: Wesley Sneijder, собственото име се произнася на холандски като Вѐсли) е бивш холандски футболист, атакуващ полузащитник. По-малкият му брат Родни играе за РКК Валвейк.

## Кариера
Започва професионалната си кариера през 2002 г. в холандския Аякс Амстердам. Първия си мач за мъжкия отбор записва срещу Екселсиор. През 2003 става част от младежкия национален отбор, а същата година стига и до мъжкият. На 30 април 2003 дебютира за „лалетата“ срещу Португалия. На следващата година става шампион на страната с Аякс и участва на Евро 2004, където Холандия достига 1/2 финал. Уесли става един от най-важните футболисти на Аякс, за който изиграва 126 мача с 43 гола.
На 12 август 2007 преминава в Реал Мадрид за 27 млн. евро. През същия трансферен прозорец са привлечени Ариен Робен и Ройсън Дренте, а в отбора по това време е и Рууд ван Нистелрой. Снайдер взима фланелката с номер 23, носена преди това от Дейвид Бекъм. Дебютира в градското дерби срещу Атлетико и вкарва победния гол в срещата. През първия си сезон в „Белия балет“ холандецът печели шампионската титла и суперкупата на Испания. През лятото на 2008 участва с националния отбор на европейското първенство в Австрия и Швейцария. През септември същата година сменя номера си на 10, а номер 23 е наследен от сънародника му Рафаел ван дер Ваарт. През сезон 2008/09 вкарва едва 2 гола в 22 мача.
През лятото на 2009 преминава в Интер. Снайдер пасва в схемата на Жозе Моуриньо и помага на отбора да спечели титлата, купата и суперкупата на страната, както и Шампионската лига и световното клубно първенство. С националния отбор играе финал на световното първенство в Южна Африка, но „лалетата“ губят титлата от Испания. След края на сезона Снайдер е избран за най-добър полузащитник в Шампионската лига. На 28 декември 2010 удължава договора си до 2015. В началото на сезон 2012/13 се скарва с треньора Андреа Страмачони, тъй като отказва да намали заплатата си.
В началото на 2013 г. преминава в турския отбор Галатасарай. Първият му мач за „Чим Бом“ е срещу Бешикташ.

### Отличия
Аякс
- Ередивиси: 2003/04
- Купа на Нидерландия: 2005/06, 2006/07
- Йохан Кройф Шийлд: 2006

Реал Мадрид
- Ла Лига: 2007/08
- Суперкопа де Еспаня: 2008

Интер
- Серия А: 2009/10
- Копа Италия: 2010, 2011
- Суперкопа Италиана: 2010
- Шампионска лига: 2009/10
- Световно клубно първенство по футбол: 2010

Галатасарай
- Турска Суперлига: 2012/13, 2014/15
- Купа на Турция: 2014, 2015, 2016
- Суперкупа на Турция: 2013, 2015, 2016